# سيسيل أودونيل
سيسيل أودونيل هو سياسي كندي، ولد في 10 يونيو 1944 في كندا. حزبياً، نشط في جمعية المحافظين التقدمية لنوفا سكوشا.